# Campeonato Mundial de Lucha de 1909
El V Campeonato Mundial de Lucha se celebró en Viena (Austria) entre el 2 y el 3 de octubre de 1909 bajo la organización de la Federación Internacional de Luchas Asociadas (FILA) y la Federación Austríaca de Lucha. Solamente se compitió en las categorías del estilo grecorromano.

## Resultados

### Lucha grecorromana
| Evento | Oro                     | Plata                  | Bronce                 |
| ------ | ----------------------- | ---------------------- | ---------------------- |
| 75 kg  | Alois Toduschek Austria | Robert Dirry Austria   | Andreas Mrosek Austria |
| +75 kg | Anton Schmitz Austria   | Hans Egeberg Dinamarca | Josef Bechyně Bohemia  |

## Medallero
| Núm. | País      | Oro | Plata | Bronce | Total |
| ---- | --------- | --- | ----- | ------ | ----- |
| 1    | Austria   | 2   | 1     | 1      | 4     |
| 2    | Dinamarca | 0   | 1     | 0      | 1     |
| 3    | Bohemia   | 0   | 0     | 1      | 1     |
|      | TOTAL     | 2   | 2     | 2      | 6     |